# جوزف زادا
جوزف زادا (انگلیسی: Joseph Zada؛ زادهٔ ۲۰۰۵) بازیگر اهل استرالیا است. او در مجموعه‌های تلویزیونی مانند کنترل کامل (۲۰۲۴) و پسران نامرئی (۲۰۲۵) بازی کرده است. همچنین در فیلم‌های استرالیایی بیلچد (۲۰۱۹) و قتل‌های پیست سرعت (۲۰۲۳) حضور داشته است. او قرار است در مجموعه نتفلیکسی شرق بهشت و مجموعه آمازون پرایم ویدئو به نام ما دروغگو بودیم بازی کند و در فیلم اقتباسی بازی‌های گرسنگی: طلوع در روز برداشت، که پیش‌درآمد مجموعه بازی‌های گرسنگی است، ایفای نقش کند.

## اوایل زندگی
جوزف زادا در سیدنی، استرالیا متولد و بزرگ شده است. پدر او، جرمی کامپستون، کارگردان، بازیگر و پزشک است و مادرش تهیه‌کنندهٔ فیلم است. او سه خواهر و برادر دارد که یکی از آن‌ها هال کامپستون است. او قبلاً در حرفه بازیگری از نام جوزف کمپستون استفاده می‌کرد. زادا از طرف مادربزرگ پدری‌اش، دارای نژاد مخلوط افغان-بومی استرالیایی است.